# Avianca Ecuador
A Avianca Ecuador (conhecida anteriormente como AeroGal) é uma linha aérea do Equador com sede em Quito. Foi fundada em 1985 e transporta cargas e passageiros. Seu hub é o Aeroporto Internacional Mariscal Sucre.
Gabriela Sommerfeld é à presidente executiva da companhia.

## Frota

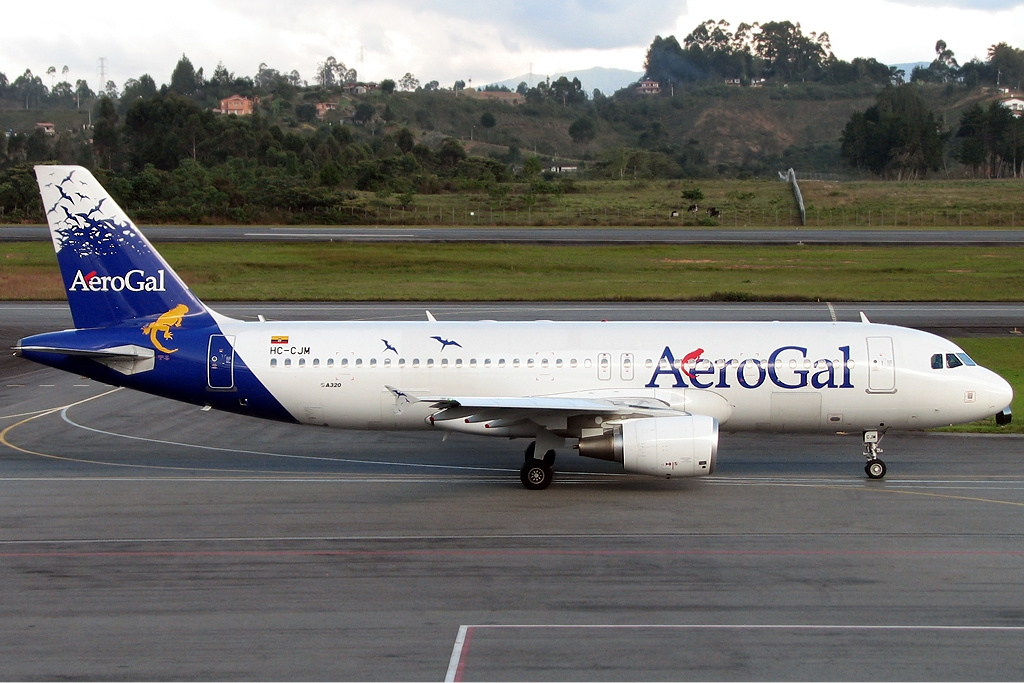
Airbus A320 da AeroGal.

| Aeronave        | Total |
| --------------- | ----- |
| Airbus A319-100 | 6     |
| Airbus A320-200 | 3     |